# Cystobranchus vividus
Cystobranchus vividus is een ringworm uit de familie van de Piscicolidae. De wetenschappelijke naam van de soort is voor het eerst geldig gepubliceerd in 1872 door Verrill.